# Fisklösen (Söderbärke socken, Dalarna)
Fisklösen är en sjö i Smedjebackens kommun i Dalarna och ingår i Norrströms huvudavrinningsområde.